# Dinitrotoluen
2,4-Dinitrotoluen (DNT) ali Dinitro je organska spojina s formulo C6H3(CH3)(NO2)2. To je bledo rumena kristalična trdna snov in je znana kot predhodnica trinitrotoluen (TNT), vendar se uporablja predvsem v industriji polimerov. 

## Dinitrotoluenovi izomerji
Za dinitrotoluen je mogočih šest izomerov. Najpogosteje uporabljen izomer pa je 2,4-dinitrotoluen.
Nitracija toluena daje zaporedno mononitrotoluen, DNT, in končno TNT. 2,4-DNT je glavni izdelek dinitracije, drugi glavni izdelek, okvirno 30% pa je 2,6-DNT. Nitracija 4-nitrotoluena daje 2,4-DNT.

## Uporaba
Večina DNTja se uporablja pri proizvodnji toluen diizocianata, ki se uporablja za izdelavo mehke poliuretanske pene. DNT je hidrogeniran za proizvodnjo toluenediamina, ki se fosgenira toluen diizocianat. Uporab;ja se tudi v industriji eksplozivov. Samega se ne uporablja za eksploziv, vendar se del proizvoda pretvori v TNT.
Dinitrotoluen se pogosto uporablja kot mehčalec, odvračilni premaz, in modifikator gorljivosti goriv (npr. brezdimni smodnik). Ker je rakotvoren in strupen, se ga v moderni prozivodnji največkrat ne uporablja. 

## Toksičnost
Dinitrotolueni so zelo strupeni z mejno vrednostjo 1.5 mg/m3.  Pretvarja hemoglobin v methemoglobin.